# Тичинето
Тичинѐто (на италиански: Ticineto; на пиемонтски: Tisnèis, Тисънейс) е село и община в Северна Италия, провинция Алесандрия, регион Пиемонт. Разположено е на 202 m надморска височина. Населението на общината е 1399 души (към 2010 г.).